# 江戸 (川口市)
江戸（えど）は、埼玉県川口市の町名。現行行政地名は江戸一丁目から三丁目。住居表示実施地区。郵便番号は334-0074。

## 地理
川口市の東部に位置する。八幡木との境界には毛長川が流れる。

## 歴史

### 沿革
かつての江戸袋村の一部にあたる。
- 1970年（昭和45年） - 新郷土地区画整理事業の都市計画決定。
- 1981年（昭和56年）11月1日 - 大字江戸袋の一部と東本郷の各一部から江戸一丁目〜三丁目が成立[5]。

## 世帯数と人口
2018年（平成30年）3月1日現在の世帯数と人口は以下の通りである。
| 丁目       | 世帯数  | 人口    |
| ---------- | ------- | ------- |
| 江戸一丁目 | 244世帯 | 492人   |
| 江戸二丁目 | 163世帯 | 446人   |
| 江戸三丁目 | 407世帯 | 804人   |
| 計         | 814世帯 | 1,742人 |

## 小・中学校の学区
市立小・中学校に通う場合、学区（校区）は以下の通りとなる。
| 丁目       | 番地 | 小学校               | 中学校           |
| ---------- | ---- | -------------------- | ---------------- |
| 江戸一丁目 | 全域 | 川口市立新郷南小学校 | 川口市立東中学校 |
| 江戸二丁目 | 全域 | 川口市立新郷南小学校 | 川口市立東中学校 |
| 江戸三丁目 | 全域 | 川口市立新郷南小学校 | 川口市立東中学校 |

## 交通
地内に鉄道は敷設されていない。

### 道路
- 埼玉県道34号さいたま草加線
- 第二産業道路

## 施設
- 川口市立新郷南小学校
- 新郷西沼公園
- 江戸袋氷川神社 - 「三頭立獅子舞」が行なわれる（詳細は江戸袋#伝統芸能を参照）。

## 関連文献
- 「江戸袋村」『新編武蔵風土記稿』 巻ノ139足立郡ノ5、内務省地理局、1884年6月。NDLJP:763997/113。